# Вермдё
Вермдё (швед. Värmdö) — остров в Стокгольмском архипелаге, в 9 км к востоку от Стокгольма.
Остров покрывает площадь 180 км², что делает его крупнейшим в архипелаге и пятым во всей Швеции. Административно Вермдё, вместе со всеми островами архипелага, относится к лену Стокгольм, а на уровне муниципалитетов разделён между коммунами Вермдё и Накка. С материком остров связан автомобильным мостом.